# Список народных артистов Республики Северная Осетия — Алания
Список народных артистов народных артистов республики Северная Осетия — Алания
Ниже приведён список народных артистов республики Северная Осетия — Алания по годам присвоения звания.

## 2005
- Владимир Теодорович Спиваков — скрипач и дирижёр[1]

## 2006
- Роман Александрович Гончарук — артист симфонического оркестра Северо-Осетинской государственной филармонии[2]
- Лариса Дмитриевна Михайлиди — артистка симфонического оркестра Северо-Осетинской государственной филармонии[2]
- Анжелика Аветисовна Бязрова — артистка Академического русского театра им. Е. Вахтангова[3]
- Виктория Игоревна Десятова — артистка Академического русского театра им. Е. Вахтангова[3]
- Юрий Якубович Хафизов — артист Академического русского театра им. Е. Вахтангова[3]
- Эльвира Хазбиевна Плиева — артистка камерного хора Министерства культуры Республики Северная Осетия-Алания[4]
- Степан Афанасьевич Романов — артист камерного хора Министерства культуры Республики Северная Осетия — Алания[4]
- Руслан Давидович Цакоев — артист камерного хора Министерства культуры Республики Северная Осетия — Алания[4]
- Сергей Николаевич Маркаров — профессор парижской Нормальной школы музыки, артист мира ЮНЕСКО[5]
- Олег Таймуразович Диамбеков — артист Государственного национально-эстрадного оркестра им. К. Суанова[6]
- Тамара Хажбиевна Фидарова — начальник отдела искусств и художественного образования Министерства культуры Республики Северная Осетия — Алания. Певица[6].
- Модест Модестович Абрамов — художественный руководитель Минского государственного молодёжного театра[7]
- Татьяна Леонидовна Черная — мастер сцены музыкально — драматического цыганского театра «Ромэн»[8]
- Борис Ибрагимович Дауев — артист Государственного конно — драматического театра «Нарты»[9]

## 2007
- Замира Бексултановна Меликова — актриса[10]
- Сертак Георгиевич Набалдян — солист-вокалист[11]
- Анастасия Юрьевна Волочкова — балерина[12][13]
- Юрий Шотаевич Алборов — балетмейстер[14]
- Алла Мустамбековна Хадикова — солистка-вокалистка[15]
- Алик Борисович Караев — артист Государственного дигорского драматического театра[16]
- Альберт Викторович Хадаев — артист Государственного дигорского драматического театра[16]
- Солтан Бесланович Цугкиев — артист Государственного дигорского драматического театра[16]
- Таймураз Константинович Лазаров — художественный руководитель государственного учреждения "Молодёжная студия «Амыран»[17]
- Георгий Аланбекович Абаев — артист оркестра[18]
- Марина Казбековна Хутугова — артистка оркестра народных инструментов[19]

## 2008
- Земфира Фёдоровна Галазова — артистка Государственного академического театра им. В. Тхапсаева[20]
- Алла Тотровна Дзебисова — артистка национального Государственного оркестра народных инструментов[20]
- Эдуард Людвигович Маркарян — артист Государственного национального эстрадного оркестра им. Кима Суанова[20]
- Валерий Олегович Сабанов — солист-вокалист Государственного национального эстрадного оркестра им. Кима Суанова[20]

## 2009
- Галина Ивановна Артеменко — солистка-вокалистка[21]
- Ольга Александровна Фролова — солистка-вокалистка[21]
- Ирма Лаферовна Джиголаты — артистка-вокалистка ФГБУК "Государственный академический Мариинский театр", г. Санкт-Петербург[22]
- Олег Муратович Тайсаев — артист-вокалист ГБУК "Национальный театр оперы и балета РСО-Алания"[22]
- Денис Леонидович Мацуев — пианист, город Москва[23]

## 2010
- Пётр Николаевич Мукагов — артист-вокалист ГБУК "Национальный театр оперы и балета РСО-Алания"[24]

## 2011
- Башмет, Юрий Абрамович — художественный руководитель Государственного симфонического оркестра «Новая Россия», город Москва.
- Турецкий, Михаил Борисович — художественный руководитель музыкального коллектива «Хор Турецкого», город Москва
- Цаллати, Вадим Рамазанович — актёр театра и кино, город Москва

## 2012
- Мира Михайловна Кольцова — художественный руководитель и главный балетмейстер ГАХА «Берёзка», город Москва[25]

## 2013
- Антоничева, Анна Анатольевна — артистка балета Государственного академического Большого театра России, город Москва
- Крысанова, Екатерина Валерьевна — артистка балета Государственного академического Большого театра России, город Москва
- Цискаридзе, Николай Максимович — ректор Академии русского балета им. Вагановой, город Санкт-Петербург

## 2014
- Джиоева, Вероника Романовна — артистка-вокалистка
- Дзуцев, Сослан Хасанович — музыкант, гармонист-солист, исполнитель осетинских народных песен, город Владикавказ.

## 2015
- Безруков, Сергей Витальевич — художественный руководитель ФГБУК «Московский Губернский драматический театр», город Москва
- Гугкаев, Руслан — артист Российской государственной цирковой компании Росгосцирк, город Москва
- Кануков, Тамерлан — художественный руководитель народного ансамбля танца «Саби», город Беслан
- Лещенко, Лев Валерьянович — солист-вокалист, город Москва
- Саченюк, Геннадий Ксенафонтович — начальник-художественный руководитель Академического ансамбля песни и пляски Российской Армии имени А.В.Александрова, полковник[26]
- Сланов, Владимир — артист Северо-Осетинского государственного театра юного зрителя «Саби»

## Год присвоения звания требует уточнения
- Лариса Абисаловна Гергиева — художественный руководитель ГБУК "Национальный театр оперы и балета РСО-Алания"[27]
- Станислав Суликоевич Козаев — балетмейстер
- Аким Салбиев — режиссёр[28]
- Туган Таймуразович Сохиев — дирижёр[29]
- Михаил Алексеевич Чуев — оперный певец[30]
- Даниил Александрович Штода — оперный певец[31]